# Río Mayor (afluente del Guadiela)
El río Mayor es un curso de agua del interior de la península ibérica, afluente del Guadiela. Discurre a través de la provincia española de Cuenca.

## Descripción
Pertenece a la cuenca hidrográfica del Tajo y su curso queda comprendido dentro de la provincia de Cuenca. Entre sus afluentes se encuentra el Borbotón o Cauda. A la altura de Villalba del Rey, antaño recibía las aguas del Guadamejud —antes de la construcción de la presa de Buendía—, terminando por desembocar en el Guadiela, hoy día en una de las colas de dicho embalse.
A mediados del siglo XIX, era hogar de peces, cangrejos y anguilas. Aparece descrito en el noveno volumen del Diccionario geográfico-estadístico-histórico de España y sus posesiones de Ultramar de Pascual Madoz de la siguiente manera:

HUETE ó MAYOR: r. que nace en la prov. y part. de Cuenca en el térm. de Villar del Saz de Navalon (·) entra por Castillejo del Romeral en el part. de Huete, y sigue su curso de E. á O. por Caracena, Caracenilla y Bonilla, dejando los dos primeros á su izq. y el último á su der.: en el térm. del primero tiene un batan, un molino harinero y un puente de piedra; y continuando por el N. de la c. de Huete á 1/4 de leg., en cuyo térm. se le incorporan los riach. de el Borboton, Fuenzorita, Valdelongo y Peñahora, da impulso á 2 molinos harineros; para comunicacion de los pueblos de la Alcarria con esta c., hay 2 puentes denominados del Canto y de la Sacedilla, el primero de piedra de sillería y el segundo de mampostería. Toma la dirección N. y se dirige por entre Moncalvillo y Javalera, donde hay otro puente, á Villalba del Rey en cuyo térm. se le incorpora el r. Guadamejud y unidos entran en el Guadiela cruzándole un puente por el cual se comunica con Buendia; cria peces, cangrejos y anguilas, y en las grandes lluvias acostumbra á salir de madre causando muchos daños en especial en la vega de Huete.
(Madoz, 1847, p. 356)

## Camino Natural del Río Mayor
El Camino Natural del Río Mayor cuenta con 63,4 km de longitud desde el nacimiento hasta la desembocadura en el Embalse de Buendía muy cerca del Río Guadamejud.
Otro camino con el que coincide en parte es el GR 163. Camino del Cristal de Hispania
El río permite conocer 6 poblaciones de Cuenca. Hace una descripción de parte de la Alcarria conquense.
| POBLACIONES/PUNTOS HABITADOS                     | km      | km           |
| (según el descenso del río)                      | PARCIAL | TOTAL CAMINO |
| Nacimiento                                       | 0       | 0            |
| Valdecabrillas                                   | 6,88    | 6,88         |
| Villar del Maestre                               | 5,71    | 12,59        |
| Valdecolmenas de Abajo (a 0,78 km del recorrido) | 8,92    | 21,51        |
| Castillejo del Romeral (a 0,47 km del recorrido) | 2,8     | 24,31        |
| Caracenilla (a 1,39 km del recorrido)            | 7,16    | 31,47        |
| Huete (a 2,47 km del recorrido)                  | 11,9    | 43,37        |
| Moncalvillo de Huete (a 0,26 km del recorrido)   | 10,13   | 53,5         |
| Desembocadura                                    | 9,9     | 63,4         |

Forma parte de la Red Integral de Caminos de Agua de Castilla-La Mancha (RICA-CLM) formada por el Programa “Caminos de Agua” que describe Itinerarios Culturales a lo largo de ríos secundarios de la región manchega.
(ver enlaces más abajo en Bibliografía)